# 한테라
테라 한 (Terra Han). 테라 개발자. 가야금 연주가, 작곡가, 무용가. 음악 신동으로 4살에 음악에 입문해 피아노, 가야금, 아쟁, 판소리, 한국 무용, 일본 고토, 샤미센, 무용, 노래, 중국 고쟁, 인도 시타르 등 동서양 음악을 섭렵했다. 가야금 연주자 최초로 미국 록펠러 재단의 인디비주얼 후원자로 발탁되었다. 최연소 뉴욕 카네기홀 가야금 독주회를 갖고 2016년 4월 한국 최초, 아시아 전통음악인 최초로 미국 그래미 어워드 심사위원으로 선정되었다.
서울대학교, 도쿄 예술대학, 중국 중앙음악학원, 미국 컬럼비아 대학교, 하버드 대학교, 매사추세츠 공과대학교 등에서 수학했다.

## 유년기
4세부터 피아노를 시작해 본래 피아니스트를 지망했다. 어머니의 영향으로 6세 때 국악에 입문해 모차르트, 바하를 가야금으로 옮기며 작곡하기 시작했다. 8세에 전국 피아노 콩쿠르, 한국음악협회 학생음악 경연 대회에서 특상을 수상했다. 성악에도 소질을 보였으며 바이올린과 플루트 등의 서양악기를 배웠다. 성금연, 최옥산, 김죽파 가야금 산조 세바탕을 떼고, 가야금 정악, 실험기에 있던 18, 21, 25 현 가야금을 습득했다. 국립국악고등학교 실기 전체 수석으로 졸업하고 학교장 추천제로 서울대 음대에 수시 입학했다. 이재숙, 김정자, 강석희, 김일륜에게 사사했으며,  존존, 피에르불레즈의 영향을 받았다.
서울대저널 기자로 활동했으며 영화동아리 '얄라성'에서 여주인공으로 캐스팅되어 독립영화제에 출연했다. KBS TV 예능 프로그램에 출연하기도 했다.
5개국어 외에도 다양한 언어를 구사하는 것으로 알려져 있다.

## 활동
국립국악관현악단, 서울시 국악관현악단, 대전시립 연정국악단, 전주시립국악관현악단 등, 국내 대표 관현악단과 협연하였다. 前 국립국악원 원장 김철호 지휘로 서울대학교 국악과 정기연주회에서 이성천 작곡의 '새야새야' 주제에 의한 가야금 협주곡을 협연했다. 25현이 보급되지 않았던 2000년대 초반 박범훈 작곡, ‘새산조’등 을 협연하였으며, 세종문화회관에서 서울시 국악관현악단과 '궁타령의 멋'을 협연했다. 1999년, 국악 최초, 금호영 아티스트에 선정되어 이듬해 단독 독주회를 가졌다. <천년만세>, <최옥삼류 가야금산조>, 황병기의 <춘설>, 25현금 변주곡 <도라지> 산조, 18현, 25현 가야금 곡을 연주했다. 2003년, 국악 최초, 영산아트홀 초청 젊은 연주자 시리즈 독주회를 갖았다. 황병기 작곡 <남도환상곡>, 이성천 작곡<놀이터>, <노천명의 4월에 의한 ‘시상’>, 이건용의 25현 가야금 변주곡 <한오백년> 등을 연주했다.2009년 세종문화회관 산하, 남산국악당의 초청 가야금 독주회를 가졌다. 김죽파류 가야금산조, 가야금정악 웃도드리, 한영숙류 태평무의 반주음악을 사물놀이, 춤, 가야금앙상블과 협연으로 즉흥 솔로 연주를 했다.25현 가야금을 위한 '궁타령의 멋', 현대음악 작곡가 강석희의 21현을 위한 '가야금을 위한 다섯 개의 정경' 을 연주했다. 이재숙 서울대학교 교수가 '천부적 가야금 연주자'라 소개했으며 김정자 교수는 '이제는 우리가 테라에게 배워야 한다.' 라고 했다.
2008년, 샌프란시스코 국제예술제에 참가했다. 샌프란시스코 동양 박물관(Asian Art Museum of San Francisco) 초청 가야금 독주회를 가졌다. 샌프란시스코 국제예술제 주최 측과 동양 박물관은 'latest young rising prodigy of kayageum of Korea (한국의 떠오르는 가야금 신동)이라 페스티벌 상단에 소개했다. 호놀룰루 미술관, 시애틀 Northwest Folk life Festival 등에 참가해 국제무대에 데뷔하였다. 한국일보는 '마음에 와닿는 우아한 음악'이라 보도했다. 같은 해 겨울 미국 브라운대학교 한국학과 초청으로 가야금 독주회를 가졌다. 2010년에 한테라는 가야금 연주자로서는 최초로 미국 록펠러 재단의 Blanchette Rockefeller Fund, Asian Cultural Council 후원 아티스트로 발탁, 3만 불을 받고 뉴욕으로 건너갔다. 뉴욕에서 유행하는 실험음악, 아방가르드 등, 특히, 필립글래스(Philip Glass), 스티브 라이히 (Steve Reigh)등의 미니멀리즘, 존 존(John Zorn)의 음악을 접하고 교류하며 예술 세계에 영향을 받았다. Asian Cultural Council 초청 단독 가야금 연주회를 가졌다. 매사추세츠 공과대학교 (MIT)에서 가야금의 음향학적 연구를 시도했다. 아시아의 현악기 세미나와 연주회를 가졌으며 MIT 대학원에서 한테라 가야금 줄의 장력에 관한 시험문제가 출제되었다. 2015년 9월 뉴욕 카네기홀 웨일리사이틀 홀에서 최연소로 가야금 독주회를 가졌다. 도쿄 스기나미공회당,  서울 국립국악원에서 순회공연으로 최옥삼 명인 탄신 120주년 기념, 최옥삼 流 가야금산조 전바탕이 해외 초연되었다.
한테라는 한국, 중국, 일본 등을 오가며 아시아 현악기 연구를 했다. 동경예술대학교 대학원에서 고토연주자 安藤正輝(Ando Masateru)에게 이쿠타류 소쿄쿠 고토와 샤미센, 일본 노래를 배우고, 일본무용도 학습했다. 일본 동경대학교, 주일 한국대사관 한국문화원, 등에서 초청 공연을 했다. 일본의 전통음악을 가야금으로 재해석해 샤미센, 고토 등과 연주를 통해 한국과 일본 음악의 접목을 구체적으로 시도하기도 하였다. 대표적인 곡으로는 고토 명인 미야기 미치오의 하루노 우미(春の海), 오치바노오도리(お落葉の踊り) 등이 있다. 중국 중앙음악학원에서 주망(周望) 교수에게 중국의 구쩡을, 중국 국가 인간문화재 김성삼(金星三)에게 연변 가야금과, 북한 가야금을 학습했다. 뉴욕에서 Daisy Paradais에게 인도 전통 현악기 시타르를 배워 농현을 탐구하였다. 가야금 연주자 최초로 중국 고쟁명곡 '유조창완' 및 고토 음반 '사쿠라'를 출시했다. 음반 사쿠라는 외교부에서 한일 국교정상화 50주년 기념 음반으로 지정되었다. 2012년 일본을 재방문, 동경에서 5일간 '한테라 릴레이 리사이틀' 을 열고 한국 대사관에서 패널 디스커션을 했다. 최옥삼류 가야금산조 전바탕, 가진회상 전곡연주 등 가야금 전통음악 및 일본의 다양한 예술가들과 콜레보레이션을 시도했다. 함께한 예술가들은, 푸지타 류헤이, 아킬레스 헤지스, 벤자민 에프라티, 마리나 미세, 요시키 노세 등이다. 주일 한국대사관 한국문화원이 후원하였다.
중요무형문화재 40호 궁중 정재 이수자 송은희에게 부채춤, 화관무, 춘앵전, 살풀이, 장고춤 등 한국 고전무용을 사사 했다. 한테라는 뉴욕 코리아소사이어티의 특별 초청으로 ‘2013년 신년특집 공연, Sonnet of an Innocent Flower : 조선 기생의 춤과 음악'에서 조선 여악, 선상기의 예술세계를 재조명하는 무대를 가졌다. 궁중정재, 가야금 정악 여민락, 병창, 산조, 등 한국의 전통예술의 두 가지 큰 흐름인 궁중예술과 민속예술을 음악과 춤을 망라해 한 무대 위에 올려놓았다. 세계적 음악학자 로버트 프로바인 (Dr. Robert Provine) 교수가 강의를 맡았다. 이후 한테라는 'moving work of art (걸어 다니는 예술품)'라는 수식어를 갖게 되었다. 'Sonnet of an Innocent Flower'는 이후 2013년 7월 동경에서 3일간, 2013년 10월 미국 보스턴에서 한미문화재단 기금모금 갈라콘서트로 하바드대학교 한국학과 교수, 시조시인 David R.MaCcan 보관됨 2014-03-24 - 웨이백 머신의 강연과 함께 재연되었다.
2014년 국립현대미술관 서울관 '매월 마지막 수요일, 문화가 있는 날 행사', 한테라의 가야금 RÉVÉLATION, 작곡가 강석희 팔순 기념 헌정음악회가 개최되었다. 서울대학교 미술관에서 재연되었으며 4월 19일 서울시립미술관에서의 연주는 세월호 참사로 인해 취소되었다.4년만에 내한해 갖는 한테라의 첫 공식 활동 이었다. 서울대학교 작곡과 교수 롤랜드 브라이텐펠트 (Roland Brietenfelt)가 전자음향을 담당했다. 서양 현대 작품인 현악사중주 '평창의 사계', 피아노와 전자음향을 위한 인벤치오와 푸가, '부루' 등 이 가야금 솔로로 세계 초연됐다. 한테라가 모두 편곡했다. 즉흥음악 '니르마나카야'는 1969년 백남준과 교류에서 탄생된 곡으로 국립현대미술관 제공으로 소장품 백남준의 '다다익선' 영상과 함께 연주되었다. 한국일보는 2014년 3월 24일자 월요일 28면에 한테라와 강석희를 '호기심 잃었던 천재소녀에게 구원처럼 다가왔던 노장으로 전면 보도했다. 이듬해 1월 한국일보사에서 장병욱 선임기자 쓴 한테라의 음악 인생을 담은 책 '테라'를 발간했다. 15년간의 실황 음원을 담은 1집 '테라(TeRra)'가 동시 출시되었다.
한테라는 프랑스 아티스트들과 교류해 왔으며 2012-13년에는 파리에서 활동했다. 2012년 파리 국립 고등미술학원( 에꼴 데 보자르)에서 가야금 독주회를 갖기도 했다. 프랑스 외교 참사관 Etienne Rolland Piegue는 한테라를 '고대부터 21세기 아방가르드까지 테라는 그 길을 이끌고 있다'라고 극찬한 바 있다. 2016년 세종문화회관에서 프랑스 비올리스트 에르완 리샤와 한불수교 130주년 기념 독주회를 가졌다. 2014년 국립현대미술관에서 열린 RÉVÉLATION 시리즈 2로 주한 프랑스 문화원이 공식 후원했다. 이 외에도 한국 르몽드 디플로마티크, 에비앙, NTD TV, The Epoch Times 등이 후원했다. '비올라 코드 제1번'(부제: 마돈나) 에르완 리샤가 세계 초연했다. 프랑스 현대 시인 보들레르와 한국의 이상화의 시에서 모티브를 얻었다. 한테라는 산조 및 25 현 가야금으로 비올라와 함께 바로크 마랭 마레(Marin Marais, 1656~1728), 생상스(Camille Saint Saens, 1862~1918), 드뷔시(Claude Debussy, 1862~1918) 등의 프랑스 고전음악과 한국의 궁중음악 보허사, 등을 직접 편곡해 연주했다. 연주 후, 서울대학교 교수, 조각가 최인수는 KBS와의 인터뷰에서 '테라의 음악은 가야금 소리로 들리지 않는다. 아주 뿌리 깊은 한국 전통에 자신만의 독자적인 세계를 보여주고 있는 새로운 차원의 음악이다'라고 평했다. '피아노 코드 제1번, 태고의 바람' 조각가 최인수 작품에서 영감받은 피아노곡을 안국동 아트링크에서 가야금으로 초연했다.

## 음반 및 출판물
- eBook '테라'(TeRra): 장병욱 著, 한국일보사, 2015
- 실황음반 '테라'(TeRra): 폴리뮤직, 2015
- 호기심 잃었던 천재소녀에게 구원처럼 다가왔던 노장, 작곡가 강석희와 한테라: 폴리뮤직, 2015
- 중국고쟁명곡 '유조창완'(渔舟唱晚): 폴리뮤직, 2015
- 2015 국악방송 새음원시리즈, 한테라의 가야금정악 '보허사'
- 세종대왕의 꿈, 여민락, 한테라 가야금정악 전곡시리즈2: 폴리뮤직, 2015
- 사쿠라, 한일국교정상화 50주년기념 특집음반: 폴리뮤직, 2015
- 스기나미공회당 연주실황, 한일국교정상화 50주년기념 특집음반, 2015
- 한테라 가야금정악 전곡시리즈3, '영산회상1, 2'

## 학력
- 서울대학교
- 국립국악고등학교

## 수상
- 전국 학생음악경연대회(피아노), 1989
- 한국음악협회 음악경연대회 특상, 1989
- 초,중,고 학생음악경연대회 금상, 1992
- 대한민국 유네스코 표창, 1994
- 동아 국악콩쿠르 은상, 1999
- 전국한밭가야금경연대회 종합대상, 2001
- 전국탄금대가야금경연대회 금상, 2004
- 미국 아시아문화위원회 인디비주얼 그랜트, 2010

## 경력
- 국립청소년국악관현악단 창단 단원
- 아시아금교류회 정회원
- 성남시립예술단 국악단 창단 단원
- 일본 도쿄예술대학 특별연구원
- 아시아음악학회 회원
- 중국 연변대학 예술대학원 연구원
- 중국 중앙음악학원 연구원
- 한국학중앙연구원, 국제문화교류센터 명예홍보대사[60]
- 미국 레코딩 아카데미 회원
- 미국 그래미 어워드 심사위원 (Voting Member)